# Bescanó
Bescanó é um município da Espanha na comarca de Gironès, província de Girona, comunidade autónoma da Catalunha. Tem 36,73 km² de área e em 2021 tinha 5 094 habitantes (densidade: 138,7 hab./km²).

## Demografia
| Variação demográfica do município entre 1991 e 2004 | Variação demográfica do município entre 1991 e 2004 | Variação demográfica do município entre 1991 e 2004 | Variação demográfica do município entre 1991 e 2004 |
| --------------------------------------------------- | --------------------------------------------------- | --------------------------------------------------- | --------------------------------------------------- |
| 1991                                                | 1996                                                | 2001                                                | 2004                                                |
| 2833                                                | 2970                                                | 3309                                                | 3648                                                |